# 1870-ті у кіно

## Події
- 1877 — французький винахідник Еміль Рено покращив ідею зоотропу шляхом розміщення дзеркал в центрі барабана. Він назвав свій винахід праксиноскоп. Рено розробив також інші версії цього пристрою, в тому числі праксиноскоп для театру (де пристрій був вкладений в отвір для перегляду), а також праксиноскоп-прожектор. Зрештою він створив «Theatre Optique», велику машину на основі праксиноскопу, що могла показувати більш тривалі анімовані фрагменти. У США, брати Маклафлін з Нью-Йорка випустили в 1879 році спрощену (і нелегальну) копію винаходу Рено під назвою «Юла життя» (анг. Whirligig of Life).
- 1878 — залізничний магнат Ліленд Стенфорд найняв британського фотографа Едварда Майбріджа для вирішення суперечки, чи є в галопуючого коня момент коли всі чотири ноги відірвані від землі. Майбрідж успішно сфотографував коня в швидкому русі, використовуючи серію з 12 камер, що керувалися розтяжками. Фото Майбріджа показали, що кінь відриває усі чотири ноги від землі. Майбрідж вирушив з лекціями по країні, показуючи свої фотографії за допомогою пристрою, який він назвав зоопраксископ. Експерименти Майбріджа надихнули французького вченого Етьєн-Жуль Маре на створення обладнання для запису і аналізу руху тварин і людей. Маре називає свій винахід хронофотографічна камера, яка була в змозі взяти кілька зображень, що накладаються одне на інше.
- 1879 — американець Джордж Істмен винаходить емульсію-машину для нанесення покриття, яка дозволила масове виробництво фотографічних сухих пластин.

## Персоналії

### Народилися
1871
- 2 лютого — Джо Робертс, американський кіноактор (пом. 1923).
- 23 березня — Генріх Шрот, німецький актор (пом. 1945).
- 21 квітня — Яро Фюрт, австрійський актор (пом. 1945).
- 30 травня — Ольга Енгл, австрійська акторка (пом. 1946).
- 19 листопада — Джон Ренд, американський актор (пом. 1940).

1872
- 28 травня (9 червня) 1872 — Марджанішвілі Костянтин Олександрович — грузинський, радянський та російський режисер театру і кіно, кіносценарист, засновник грузинського театру, Народний артист Грузинської РСР (1931).

1873
- 19 лютого — Луї Фейяд, французький кінорежисер та сценарист (пом. 1925).
- 7 березня — Мадам Сул-Те-Ван, американська акторка (пом. 1959).

1874
- 11 грудня — Пауль Вегенер, німецький актор і режисер, один з основоположників кіноекспресіонізму (пом. 1948).

1875
- 22 січня — Девід Ворк Гріффіт, американський кінорежисер (пом. 1948).
- 5 вересня — Карл Фройліх, німецький кінорежисер, сценарист, оператор та продюсер (пом. 1953)
- 12 вересня — Мацуносуке Оное, японський актор (пом. 1926).

1876
- 8 травня — Ів Міранд, французький драматург, сценарист та кінорежисер (пом. 1957).
- 20 червня — Ромуальд Жоубе, французький актор (пом. 1949).
- 22 червня — Юренєва Віра Леонідівна, російська акторка. Заслужена артистка Росії (1935).

1877
- 2 січня — Річотто Канудо, італійський і французький письменник, есеїст, музикознавець і критик, засновник кінотеорії.
- 19 червня — Чарлз Коберн, американський актор (1961).

1878
- 13 березня — Лау Лаурітцен (старший), данський актор, кінорежисер і сценарист.
- 12 квітня — Лайонел Беррімор, американський актор (пом. 1954).
- 25 травня — Білл Робінсон, американський танцівник та актор (пом. 1949).

1879
- 28 вересня — Беньямін Крістенсен, данський кінорежисер, сценарист та актор (пом. 1959).
- 4 листопада — Вільям Роджерс, американський актор і комік (пом. 1935).